# Echoma clypeata
Echoma clypeata es una especie de insecto coleóptero de la familia Chrysomelidae.
Fue descrita científicamente en 1798 por Georg Wolfgang Franz Panzer.